# Philip J. Noel-Baker
Philip John Noel-Baker (Londres, 1 de noviembre de 1889 - Londres, 8 de octubre de 1982) fue un atleta, político y diplomático británico que fue galardonado con el Premio Nobel de la Paz de 1959.

## Juventud y estudios
Nació el 1 de noviembre siendo hijo de Joseph Allen Baker, cuáquero canadiense, que se trasladó a Inglaterra para trabajar en las manufacturas inglesas. Noel-Baker fue educado en la Bootham Scholl de York y posteriormente en el Haverford College, sede principal de los cuáqueros en los Estados Unidos. Posteriormente retornó a Cambridge donde fue escogido Presidente de la Unión Social de Cambridge (Cambridge Union Society) así como del Club Atlético Universitario de Cambridge (Cambridge University Athletic Club).
En 1912 fue seleccionado por el Reino Unido para participar en los Juegos Olímpicos celebrados en Estocolmo, así como en los Juegos Olímpicos de 1920 y 1924. En las olimpiadas de 1920 en Amberes ganó la medalla de plata en la distancia de 1.500 metros.

## Activismo social
Durante la Primera Guerra Mundial Noel-Baker organizó y ordenó la Friends' Ambulance Unit, una unidad de asistencia sanitaria creada por la asociación cuáquera británica, que dio cobertura en el frente militar de Francia entre 1914 y 1915, y de Italia entre 1915 y 1918, recibiendo condecoraciones de los gobiernos francés, italiano y británico.
Posteriormente se dedicó a la formación de la Sociedad de Naciones, convirtiéndose en ayudante de Robert Cecil of Chelwood, secretario del primer Secretario General de la Sociedad, Eric Drummond. Así mismo continuó ejerciendo de profesor de Derecho internacional en la Universidad de Londres entre 1924 y 1929, y posteriormente ejerció de conferenciante en la Universidad de Yale entre 1933 y 1934.

## Vida política
En 1924 se afilió en el Partido Laborista. En 1929 fue escogido diputado en el Parlamento de Westminster por Coventry, pero perdió su escaño en 1931. En 1936 nuevamente fue escogido diputado por Derby, lugar que no abandonó hasta 1970.
Secretario del Parlamento durante la Segunda Guerra Mundial bajo el gobierno de Winston Churchill, no abandonó sus cargos durante el gobierno de Clement Attlee. Así en 1946 fue nombrado Secretario General del Aire y en 1947 Secretario de Estado de las Relaciones con la Commonwealth. Así mismo posteriormente participó en la delegación británica que estuvo presente en la fundación de las Naciones Unidas.
En 1959 fue galardonado con el Premio Nobel de la Paz por su ardiente trabajo de toda una vida destinada a la paz y la cooperación internacional.
Falleció en Londres a los 92 años de edad.
- Datos: Q211856
- Multimedia: Philip Noel-Baker / Q211856